# Reisevertrag
Der Reisevertrag ist ein Vertrag im Schuldrecht, der den Reiseveranstalter verpflichtet, dem Reisenden bestimmte Reiseleistungen zu erbringen und ihm hierfür als Gegenleistung des Reisenden den Anspruch auf den Reisepreis zuspricht. Zum Reisevertragsrecht im weiteren Sinne gehört auch das Reiseversicherungsrecht.

## Allgemeines
Der Massentourismus hat sich in Deutschland zu einem wichtigen Wirtschaftsfaktor entwickelt, sodass sich der Gesetzgeber genötigt sah, den bisher im Gesetz nicht geregelten Reisevertrag als eigenständigen Vertragstyp zu berücksichtigen. Der Reisevertrag ist daher seit Januar 1979 im BGB geregelt. Beteiligte am Reisevertrag sind der Reisende, der Reiseveranstalter oder der Reisevermittler. Das Reiserecht unterscheidet beim Inhalt des Reisevertrages zwischen Individualreise und Pauschalreise. Umfassend geregelt ist im Reiserecht ausschließlich die Pauschalreise zwischen Reiseveranstalter und Reisendem, sodass die Individualreise dem allgemeinen Vertragsrecht des BGB unterliegt (§ 651b BGB). Dies betrifft vor allem bei Reisemängeln die allgemein im BGB vorgesehenen Leistungsstörungen wie Unmöglichkeit, Verzug oder Verletzung von Nebenpflichten (§§ 280 ff. BGB, § 323 ff. BGB). Bucht der Reisende beim Reisebüro lediglich eine Flugreise oder nimmt bloß eine Hotelreservierung vor, so handelt es sich um eine Reisevermittlung einer Individualreise, die dem allgemeinen Vertragsrecht unterliegt. Der Abschluss eines Reisevertrages wird umgangssprachlich „Buchung“ genannt.

## Rechtsfragen
Besondere Regelungen gibt es für Reiseverträge, die eine Pauschalreise zum Inhalt haben. Das deutsche und das Reiserecht der EU-Mitgliedstaaten haben am 1. Juli 2018 hierzu die Richtlinie (EU) 2015/2302 (Pauschalreiserichtlinie) umgesetzt. In Deutschland geschah dies durch Änderung des Reiserechts im BGB. Von besonderer Bedeutung ist dabei das Luftbeförderungsrecht, das vor allem in der Fluggastrechte-Verordnung der Europäischen Union geregelt ist.

### Allgemeines
Ausgangspunkt des Reisevertrages ist meist der Reisekatalog, der rechtlich – wie alle Produktkataloge – als Aufforderung zur Abgabe eines Angebots gilt. Vertragspartner sind der Reisende, Reiseveranstalter und Reisevermittler. Ein Reisevertrag kommt erst zustande, wenn der Reisende den vorgedruckten Auftrag unterzeichnet (Angebot) und der Reiseveranstalter diesen durch die Reisebestätigung annimmt. Der Reisevertrag ist ein Werkvertrag, denn der Reiseveranstalter verspricht den Erfolg der Reise und trägt das Risiko des Misslingens. Der Reiseveranstalter verspricht eine bestimmte Gestaltung der Reise und übernimmt die Haftung für deren Erfolg, soweit dieser von seinen Leistungen abhängt. Der Reisevertrag unterliegt einem weitgehend unabdingbaren Verbraucherschutz durch eine spezielle Gewährleistung für Reisemängel. Der vom Reisenden zu zahlende Reisepreis enthält alle unvermeidbaren und vorhersehbaren Zahlungen die vom Verbraucher obligatorisch zu leisten sind, weshalb obligatorische Trinkgelder auf Kreuzfahrten in den beworbenen Reisepreis einbezogen sein müssen.

### Allgemeine Reisebedingungen
Die Allgemeinen Reisebedingungen der Reiseveranstalter sind Allgemeine Geschäftsbedingungen und werden reiserechtlich gemäß § 651f Abs. 3 BGB und § 651h Abs. 2 BGB anerkannt. Sie müssen dem Reisenden gemäß § 305 Abs. 2 Nr. 2 BGB vor Abschluss des Reisevertrages vollständig ausgehändigt werden. Die Allgemeinen Reisebedingungen treffen generelle Regelungen, die im individuellen Reisevertrag nicht erwähnt sind wie beispielsweise die Haftungsbeschränkung des Reiseveranstalters, sie müssen den Anforderungen der §§ 305 ff. BGB genügen.

### Inhalt des Pauschalreisevertrags
Durch den Pauschalreisevertrag wird gemäß § 651a Abs. 1 BGB der Reiseveranstalter verpflichtet, dem Reisenden eine Pauschalreise zu verschaffen. Der Reisende ist verpflichtet, dem Reiseveranstalter den vereinbarten Reisepreis zu zahlen. Als Pauschalreise gilt nach § 651a Abs. 2 BGB eine Gesamtheit von mindestens zwei verschiedenen Arten von Reiseleistungen für den Zweck derselben Reise. Eine Pauschalreise liegt auch dann vor, wenn die von dem Vertrag umfassten Reiseleistungen auf Wunsch des Reisenden oder entsprechend seiner Auswahl zusammengestellt wurden oder der Reiseveranstalter dem Reisenden in dem Vertrag das Recht einräumt, die Auswahl der Reiseleistungen aus seinem Angebot nach Vertragsschluss zu treffen („Bausteinreise“). Reiseleistungen wiederum sind gemäß § 651a Abs. 3 BGB die Personenbeförderung, die Beherbergung (außer zu Wohnzwecken), die Autovermietung oder jede andere touristische Leistung (wie Ausflüge, Sightseeing). Tagesreisen sind unter bestimmten Voraussetzungen keine Pauschalreisen (§ 651a Abs. 5 BGB). Das Gesetz sagt über die Fälligkeit des Reisepreises nichts, doch ist nach dem gesetzlichen Leitbild der Reiseveranstalter vorleistungspflichtig.

### Vor Reisebeginn
Der Reiseveranstalter ist gemäß § 651d Abs. 1 BGB verpflichtet, dem Reisenden vor Abschluss des Reisevertrages die sich aus Art. 250 §§ 1–3 EGBGB ergebenden Informationen nebst Formblatt (Art. 253, Anlage 11 EGBGB) über die Reise zu verschaffen. Der Reisende kann vor Reisebeginn jederzeit vom Reisevertrag zurücktreten, der Reiseveranstalter bei Unterschreitung der vorgesehenen Mindestteilnehmerzahl oder bei höherer Gewalt (§ 651h BGB). Anzahlungen oder Vorauszahlungen darf der Reiseveranstalter gemäß § 651t BGB nur entgegennehmen, wenn gemäß § 651r BGB ein dritter Sicherungsgeber (Kreditinstitute oder Versicherungen) durch Anzahlungsbürgschaften die Höhe des gesamten Reisepreises als Reisesicherungsschein abgesichert haben.

#### Rücktritt wegen der COVID-19-Pandemie
Vor Reisebeginn können bei einer Pauschalreise sowohl der Reisende als auch der Veranstalter vom Reisevertrag zurücktreten, wenn „unvermeidbare, außergewöhnliche Umstände auftreten, die die Durchführung der Reise oder die Beförderung von Personen an den Bestimmungsort erheblich beeinträchtigen“ (§ 651h BGB).
Eine erhebliche Beeinträchtigung liegt insbesondere dann vor, wenn die persönliche Sicherheit des Reisenden betroffen ist. Eine weltweite Pandemie, welche die Gesundheit der Menschen bedroht, fällt nur unter den Begriff des außergewöhnlichen Umstandes, wenn die Gefahr zu erkranken am Zielort und an Orten, die durchquert werden müssen, signifikant höher ist als am Heimatort.
Die Erheblichkeitsschwelle der Beeinträchtigung im Sinne des § 651 Abs. 3 BGB ist nach einer Entscheidung des Bundesgerichtshofs erst dann erreicht, wenn bei der Rücktrittserklärung unter Berücksichtigung der Umstände des konkreten Einzelfalls mit einer gewissen Wahrscheinlichkeit zum Zeitpunkt der Anreise beziehungsweise während der Reise mit den Gesundheitsrisiken zu rechnen sei. Es müsse dabei aus Sicht des Reisenden nicht überwiegend wahrscheinlich sein, dass sich das Risiko verwirklicht, sondern es genüge eine „erhebliche Wahrscheinlichkeit“ von 25 %.
Nach nationaler Auslegung gilt das insbesondere, wenn eine Reisewarnung der WHO, des Auswärtigen Amtes oder des Robert Koch-Instituts (RKI) besteht oder das Reiseziel zu einem Hochinzidenz- oder Virusvariantengebiet hochgestuft wurde. Nach Ansicht des AG Frankfurt am Main ist das jedoch keine zwingende Voraussetzung. Eine gewisse Wahrscheinlichkeit für eine gesundheitsgefährdende Ausbreitung reiche aus.
Umstritten ist, zu welchem Zeitpunkt die „außergewöhnlichen Umstände“ vorliegen müssen.
Da es keine gesetzliche Fristbestimmung gibt, hatte sich in Rechtsprechung und wissenschaftlicher Literatur eine Faustregel von höchstens vier bis sechs Wochen vor Reisebeginn etabliert. Das AG Düsseldorf hält jedoch die tatsächliche Lage im Zeitpunkt des Reiseantritts für maßgeblich. Es hat deshalb dem Europäischen Gerichtshof (EuGH) im Wege des Vorabentscheidungsverfahrens im Dezember 2021 die Frage vorgelegt, welche Voraussetzungen an den unvermeidbaren, außergewöhnlichen Umstand im Sinne von Art. 12 Abs. 2 Satz 1 der Pauschalreise-Richtlinie bei einer weltweiten Pandemie zu stellen sind, ob eine Prognoseentscheidung des Reisenden im Zeitpunkt des Reiserücktritts gefordert werden darf und ob in welchem Umfang nach dem Gesichtspunkt von Treu und Glauben eine Höchstfrist zwischen dem Zeitpunkt des Rücktritts und dem Beginn der Reise zu verlangen ist.
Bei Pauschalreiseverträgen, die vor dem 8. März 2020 geschlossen worden waren, durften die Reiseveranstalter den Reisenden bei Rücktritt wegen der COVID-19-Pandemie statt der Rückerstattung des Reisepreises einen Reisegutschein anbieten.

### Während der Reise
Der Reiseveranstalter hat dem Reisenden gemäß § 651i Abs. 1 BGB die Pauschalreise frei von Reisemängeln zu verschaffen, sie muss also die vereinbarte Beschaffenheit gemäß Leistungsbeschreibung aufweisen. Ist die Pauschalreise jedoch mangelhaft, so kann der Reisende vor allem nach § 651k Abs. 1 BGB Abhilfe verlangen oder nach § 651k Abs. 2 BGB selbst Abhilfe schaffen und Aufwendungsersatz verlangen, Minderung des Reisepreises gemäß § 651m BGB oder Schadensersatz nach § 651n BGB verlangen. Richtwerte für die Höhe der Minderung gibt die Frankfurter Tabelle oder die Kemptener Reisemangeltabelle. Beide sind jedoch – weder in Deutschland noch in Österreich – keine rechtsverbindlichen Hilfsinstrumente. Im Falle höherer Gewalt (etwa Sperrung des Luftraums) muss der Reiseveranstalter nach § 651k Abs. 4 BGB nicht nur den späteren Rücktransport sicherstellen, sondern die Reisenden für mindestens drei Nächte in einer möglichst gleichwertigen Unterkunft auf seine Kosten unterbringen. Wird die Pauschalreise durch den Reisemangel erheblich beeinträchtigt, kann der Reisende den Vertrag kündigen (§ 651l BGB). Der Reisende hat dem Reiseveranstalter einen Reisemangel unverzüglich anzuzeigen (§ 651o BGB). Befindet sich der Reisende in Schwierigkeiten, hat der Reiseveranstalter ihm gemäß § 651q BGB unverzüglich in angemessener Weise Beistand zu gewähren.

## Rechtsfolgen
Die Haftung des Reiseveranstalters ist in drei Fällen ausgeschlossen, nämlich wenn der Reisende den Mangel selbst verschuldet hat, wenn ein Dritter (nicht der Erfüllungsgehilfe des Reiseveranstalters) den Mangel verschuldet hat oder wenn der Mangel durch höhere Gewalt verursacht wurde. Der Reiseveranstalter kann gemäß § 651p Abs. 1 BGB eine Haftungsbeschränkung auf den dreifachen Reisepreis für nicht schuldhaft herbeigeführte Sachschäden vereinbaren. Da § 651p BGB nicht mehr zwischen dem Eigenverschulden des Reiseveranstalters oder dem Fremdverschulden seiner Erfüllungsgehilfen unterscheidet, ist auch bei letzteren eine Haftungsbeschränkung ausgeschlossen. Gemäß § 651y Satz 1 BGB darf der Reiseveranstalter weder seine Pflicht zur mangelfreien Durchführung der Reise abbedingen noch die Haftungsfolgen aus den §§ 651i ff. BGB vertraglich ausschließen oder beschränken.
Mit der Beendigung der Reise beginnt auch für Reisemängel die Verjährungsfrist von zwei Jahren (§ 651jBGB). Diese kann jedoch im Reisevertrag einzelvertraglich auf ein Jahr beschränkt werden (Österreich).

## International
Österreich hat die Richtlinie (EU) 2015/2302 (Pauschalreiserichtlinie) wie Deutschland zum 1. Juli 2018 umgesetzt, allerdings durch das eigenständige Pauschalreisegesetz (PRG). Danach ist gemäß § 2 PRG Reisender „jede Person, die einen den Bestimmungen dieses Bundesgesetzes unterliegenden Vertrag zu schließen beabsichtigt oder die aufgrund eines solchen Vertrags berechtigt ist, Reiseleistungen in Anspruch zu nehmen“. Den Reiseveranstalter trifft eine umfassende vorvertragliche Informationspflicht (§ 4 PRG), der Reisende kann vor Reisebeginn jederzeit zurücktreten, bei höherer Gewalt auch entschädigungslos (§ 10 PRG). Der Reiseveranstalter kann bei Unterschreitung der Mindestteilnehmerzahl entschädigungslos zurücktreten, muss aber den gezahlten Reispreis erstatten (§ 10 Abs. 3 PRG). Der Reisende muss dem Reiseveranstalter unverzüglich Vertragswidrigkeiten während der Reise mitteilen (§ 11 Abs. 2 PRG). Nicht oder mangelhaft erbrachte Reiseleistungen sind vom Reiseveranstalter zu beheben (§ 11 Abs. 3 PRG), es sei denn, dass dies unmöglich ist oder unter Berücksichtigung des Ausmaßes der Vertragswidrigkeit und des Werts der betroffenen Reiseleistung mit unverhältnismäßigen Kosten verbunden wäre. Behebt er nicht, kann der Reisende selbst Abhilfe schaffen (§ 11 Abs. 4 PRG).
Ein Reisevertrag kann in der Schweiz entweder als Reisevermittlungsvertrag oder als Reiseveranstaltungsvertrag gestaltet werden. Letzterer kann entweder als Innominatvertrag oder als Pauschalreisevertrag ausgestaltet sein. Der Pauschalreisevertrag ist ein Nominatvertrag, welcher außerhalb des Obligationenrechts im Bundesgesetz über Pauschalreisen vom 18. Juni 1993 (PRG) geregelt ist. Es erlegt dem Reiseveranstalter umfassende Informationspflichten auf (Art. 4, 5 PRG), schreibt in Art. 6 PRG den Inhalt des Reisevertrages verbindlich vor, behandelt wesentliche Vertragsänderungen (wozu auch Preiserhöhungen von mehr als 10 % gehören; Art. 8 PRG) oder regelt die Rechte des Reisenden, der als Konsument bezeichnet wird (Art. 10 PRG). Der Konsument hat in den Fällen des Nichterreichens der Mindestteilnehmerzahl und bei höherer Gewalt keinen Anspruch auf Schadensersatz wegen Nichterfüllung (Art. 11 Abs. 2 PRG). Reisemängel sind unverzüglich zu beanstanden (Art. 12 PRG), der Veranstalter haftet für die gehörige Vertragserfüllung (Art. 14 PRG) außer bei höherer Gewalt (Art. 15 PRG).
Im Common Law ist der Reisevertrag (englisch travel contract) für den Sektor der Pauschalreise (englisch package tour) durch Regulation 4 der Package Travel, Package Holidays and Package Tour Regulations 1992 (PTR) geregelt. Hiernach werden die Angaben im Reiseprospekt gemäß Reg. 6 (1) PTR zur konkludenten Mängelhaftung (englisch implied warranties) des Reisevertrages, was dem Verbraucher ein Vorgehen wegen unzutreffender Angaben (englisch misrepresentation) oder Vertragsverletzung (englisch breach of contract) ermöglicht. Eine weitere Haftung der Reiseveranstalter ergibt sich zudem aus dem Verhaltenskodex (englisch code of conduct), den der Interessenverband britischer Reiseveranstalter ABTA ausgehandelt hat.